# 魏彥昭
魏彦昭（1466年—？），字德辉，直隶保定府容城县人，民籍，明朝政治人物。

## 生平
順天府鄉試第八十九名舉人。弘治十二年（1499年）中式己未科會試第二百六十名，三甲第一百八名進士。授行人，正德二年（1507年）四月选授河南道试監察御史，四年山西巡盐，五年三月改任府儒学教授，歷利津县丞、知县，升松江府同知，十二年二月升山东按察司佥事，十四年十月升江西布政司左参议，十五年六月考察闲住。

## 家族
曾祖魏志；祖魏昇；父魏通。母牛氏。具庆下。